# Eberhard Petersohn
Eberhard Peter Petersohn (* 9. Februar 1928; † 9. Mai 2019) war ein deutscher Fußballspieler. Er spielte in den 1950er Jahren für Rotation/Einheit Dresden in der DDR-Oberliga, der höchsten Spielklasse im DDR-Fußball. 1958 gewann er mit Einheit Dresden den DDR-Fußballpokal.

## Sportliche Laufbahn
Nachdem Petersohn mit der SG Dresden-Mickten 1949 den sächsischen Fußballpokal gewonnen hatte, war er ein Jahr später mit seiner Mannschaft in der Landesmeisterschaft Sachsens erfolgreich. Beim entscheiden Spiel um den Meistertitel 1950 gegen die SG Lauter stand er bei 3:1-Sieg als linker Außenstürmer auf dem Platz. In den acht Aufstiegsspielen zur DDR-Oberliga erzielte Petersohn drei der 21 Tore, die der Mannschaft zum Gewinn der Aufstiegsrunde verhalfen. Noch während der Aufstiegsspiele wurde die SG Mickten in die Betriebssportgemeinschaft (BSG) Sachsenverlag Dresden eingegliedert.
Als BSG Rotation gingen die Dresdner in ihre erste Oberligasaison 1950/51. Petersohn gehörte als einer der jüngsten Spieler zum Mannschaftskader und wurde vom 2. Spieltag an regelmäßig eingesetzt. Er bestritt 29 der 34 ausgetragenen Punktspiele und war mit seinen zehn Treffern einer der erfolgreichsten Torschützen der BSG Rotation. Während er in seiner ersten Oberligasaison vorwiegend auf dem rechten Flügel gestürmt hatte, kam er in den Spielzeiten 1951/52 und 1952/53 durchgehend als Linksaußen zum Einsatz und fehlte insgesamt nur bei sechs Punktspielen. Nachdem Petersohn bereits am Saisonende 1952/53 ausgefallen war, kam er 1953/54 nur zweimal in der Rückrunde zum Einsatz. Von der Saison 1954/55 fand er zur alten Stärke zurück, in den vier Spielzeiten bis 1958 (Kalenderjahrsaison) fehlte er bei insgesamt 104 ausgetragenen Meisterschaftsspielen nur bei zehn Begegnungen. Bereits 1954 war die BSG Rotation in den neu gegründeten SC Einheit Dresden überführt worden. Die Saison 1958 endete für den SC Einheit mit dem Gewinn des FDGB-Fußballpokals. Im Endspiel gegen SC Lokomotive Leipzig (2:1 n. V.) wirkte Petersohn auf seiner angestammten Position als Linksaußen mit. Als 31-Jähriger ging Petersohn 1959 in seine letzte Oberligasaison. Er bestritt noch einmal 19 von 26 Punktspielen. Am 1. Spieltag schoss er gegen den SC Dynamo Berlin sein letztes Tor und kam am 23. Spieltag gegen Chemie Zeitz zu seinem letzten Oberligaeinsatz. Es war sein 206. Meisterschaftsspiel in der Oberliga, in denen er 53 Tore erzielte.
Sein Sohn Karsten Petersohn spielte später ebenfalls in der DDR-Oberliga, wo er auf 66 Einsätze kam.